# 罗西诺斯德拉雷克哈达
罗西诺斯德拉雷克哈达，是西班牙卡斯蒂利亚-莱昂萨莫拉省的一个市镇。 总面积155平方公里，总人口509人（2001年），人口密度3人/平方公里。